# Stockholm Open 1997
Lo Stockholm Open 1997 è stato un torneo di tennis giocato sul cemento indoor. È stata la 29ª edizione dello Stockholm Open, che fa parte della categoria World Series nell'ambito dell'ATP Tour 1997. Il torneo si è giocato al Kungliga tennishallen di Stoccolma in Svezia, dal 3 al 9 novembre 1997.

## Campioni

### Singolare
Jonas Björkman ha battuto in finale  Jan Siemerink con il punteggio di 3–6, 7–6(2), 6–2, 6–4

### Doppio
Marc-Kevin Goellner /  Richey Reneberg hanno battuto in finale  Ellis Ferreira /  Patrick Galbraith con il punteggio di 6–3, 3–6, 7–6